# Ощепков Василь Сергійович
Василь Сергійович Ощепков (рос. Още́пков Васи́лий Серге́евич; нар.25 грудня 1892 [6 січня 1893], Олександрівський пост, Сахалін — †10 жовтня 1937, м. Москва) — впроваджувач тренувань дзюдо в СРСР, перший російський дзюдоїст; один із засновників самбо; розвідник. Заслужений майстер спорту СРСР, третій серед європейців, хто отримав чорний пояс.

## Життєпис
Мати — Марія Семенівна Ощепкова (1851—1904), засуджена в 1890 р. до 60 разів биття різками і ув'язнення на 18 років у сахалінській каторзі за втечу з виправно-трудових робіт у Пермській губернії та переведена на поселення на засланні тільки тоді, коли Василю було 8 років. Батько (Сергій Захарович Плисак) — уклав «тюремний шлюб» з цією каторжанкою, як засланий на поселення, котрий був селянського стану, столярем,родом  з Київської губернії, помер в 1902 р. Незабаром померла і мати Василя, і він залишився сиротою. У 1903 р. він почав вчитися в Олександрівському реальному училищі.

### Навчання в духовній семінарії й Кодокані
Після передачі в 1905 р. Південного Сахаліну японцям згідно Портсмутського миру залишився в 1904 р. повним сиротою в російській частині Сахаліну. Завдяки старому знайомству з учнем духовної семінарії у м. Токіо Трофимом Юркевичем, який повернувся на канікули в Олександрівський пост, потрапив у поле зору Російської духовної місії в Японії. Він був відправлений опікунами навчання на острів Хонсю в Японії з оплатою за рахунок здачі в найм успадкованої від батька нерухомості. Сергій (патріарх Московський) викладав у жіночому духовному училищі м. Кіото (в православній місії в Японії було 6 духовних училищ) та в духовній семінарії. Тому в РПЦ склалася помилкова думка, що в м. Кіото і під час навчання Ощепкова в Японії була семінарія, де спочатку навчався Ощепков, що потрапило у деякі книги і на деякі вебсайти про біографію Ощепкова. Але, як і Трохим Юркевич, Ощепков з самого початку навчання в Японії, був в семінарії в м. Токіо з 1 вересня 1907 р. при православної місії, що організована була майбутнім святим Миколаєм Японським. Після закінчення навчання у семінарії в м. Токіо він міг стати священнослужителем.
У семінарії викладалося дзюдо, і за рекомендацією тренера як кращий дзюдоїст семінарії 29 жовтня 1911 р. Василь був допущений до вступних випробувань і прийнятий в інститут дзюдо Кодокан в м. Токіо, заснований Дзігоро Кано. На відміну від прийнятого в Кодокан одночасно з ним його друга Трохима Попілева та інших, які не витримали важкого навчання, він пройшов повний курс навчання з цього виду боротьби, і в рік закінчення семінарії 15 червня 1913 р. Ощепков протягом шести місяців отримав також перший ступінь інструктора з навчання дзюдо — сьодан (перший дан). У жовтні 1917 р., під час відрядження до Японії, склав іспити на другий дан і отримав чорний пояс, ставши першим російським і третім європейським дзюдоїстом, хто отримав другий дан з дзюдо. У той історичний період у дзюдо було не 10 данів, як нині, а тільки 5.

### Робота в розвідці
Закінчивши навчання у семінарії та не прийнявши духовний сан, вільно володіючи японською та англійською мовами Ощепков у 1913 р. повернувся до Росії. В останні роки перед закінченням навчання у семінарії з-за від'їзду його опікунів на материк за його навчання платило військове відомство. Він працював перекладачем у контррозвідці спочатку Заамурського округу прикордонної Варти в місті Харбіні, потім — у відділі контррозвідки штабу Владивостоцької фортеці Приамурського військового округу у м. Владивостоці. У 1914 р. заснував там (що проіснувала до 1920 р.) першу в Росії секцію дзюдо та вперше в Росії провів змагання з дзюдо в 1917 р.. Неодноразово виїжджав у відрядження в союзну для Росії в першу світову війну Японію, щоби добитися направлення японських солдатів на російсько-німецький фронт. У 1918 р. навчав дзюдо міліціонерів Владивостоку.
У 1919 р. працював у колчаківців, звідки був направлений в японське Управління військово-польових повідомлень перекладачем; у той період він через товариша по службі, земляка й однокурсника по Токійській семінарії Трохима Юркевича встановив зв'язок з відділом донесень підпілля РКП(б). Одночасно підприємливий Ощепков намагався заробляти: відкрив школу навчання японської мови, платне навчання в своїй школі дзюдо, брав участь в торгових операціях з Японією і навіть купив кінопроєктор.
У 1921 р. Ощепков займався продажем кінофільмів у м. Харбіні і в Маньчжурії, а потім повернувся на Північний Сахалін як власник успадкованих від батька будинків в Олександрівську під виглядом кінопрокатника. З 1920 р. весь Сахалін був окупований японськими військами, і це відкривало перспективи для розвідувальної діяльності, бо за японськими законами кінопрокатник був зобов'язаний влаштовувати пільгові сеанси для військовослужбовців. Його розвідницькі донесення в СРСР мали важливий практичний сенс, відрізняючись повнотою та докладністю.
У 1924 р. начальство запропонувало йому переїхати на Південний Сахалін, однак Ощепков висунув зустрічну пропозицію про продовження розвідувальної діяльності в м. Токіо, на що отримав згоду й в жовтні прибув у м. Харбін, а звідти через Шанхай і Кобе — в м. Токіо. У м. Харбіні він познайомився і швидко одружився з Марією, своєю землячкою з Олександрівська. У Шанхаї він здобув відомості про реальні терміни, в межах яких японці були здатні евакуювати свої війська з Північного Сахаліну. Саме ці відомості дозволили повноважному представнику СРСР в Китаї успішно провести перемовини з Японією і звільнити від окупантів острівну російську територію — якби терміни були нереальними, цього не сталося б ні тоді, ні, тим більше, після відставки демократичного уряду Японії Като Такаакі в 1927 р.. У Токіо Ощепков організував працюючу розвідувальну мережу, проте через розбіжності з некомпетентним начальством, яке вимагало брати з японців розписки про отримання грошей за надані відомості та шантажувати їх. В умовах Японії багато японських агентів Ощепкова могли звернутися до поліції, але використовувалися і безкоштовні агенти з числа комуністів та інших «крайніх лівих», які перебували під наглядом японської поліції, що могло призвести до провалу. У 1926 р. йому довелося повернутися в СРСР, де він був звинувачений в розтраті державних коштів. Щоб компенсувати 3140 єн, витрачених на агентуру в Японії, на що не мав підкріплення розписками, йому довелося розпродати все особисте майно, включаючи і кінопроєктор.

### Робота в Сибірському військовому окрузі
У штабі СибВО не збиралися втрачати висококваліфікованого японіста, і Ощепков був залишений у Владивостоці в якості перекладача. 27 січня 1927 р. наказом № 26 Реввоєнради СРСР «Ощепков Василь Сергійович призначений на службу в РСЧА». Потім на цій підставі «наказом військам сибірського військового округу за № 19» В. С. Ощепков «призначається на посаду перекладача 7-го відділення штабу округу» в м. Новосибірську, до того ж призначення було оформлене «заднім числом» — з 15 квітня 1926 р., з виплатою за цей період грошового забезпечення.
Ощепков багато заробляв, відвідував дорогі ресторани Новосибірська, де серед одягнених у форму РСЧА його учнів його упізнав японський дипломат, якого він як японського керівника крамниці навчав дзюдо у Владивостоці. З-за чого Ощепков вважав, що він розкритий, що він підставив під удар багатьох своїх агентів, і йому, під його справжнім ім'ям вже не вдасться проводити успішну нелегальну розвідку в Японії. Основні прибутки Ощепкова йшли на лікування хворої на туберкульоз дружини. Він почав намагатися домогтися переведення в Москву або Ленінград, де можна було би забезпечити більш дієву лікувальну допомогу дружини, та мати ще більш високий посадовий оклад, для чого він намагався переконати військове начальство в перспективності використання дзюдо у військовому навчанні. У вересні 1929 р. він був викликаний до м. Москви, залишивши в м. Новосибірську, крім спортсменів (своїх учнів), майже дві сотні підготовлених ним за півтора року інструкторів дзюу-до, куди включив прийоми захисту від озброєних супротивників, з міліціонерів, співробітників ОДПУ, РСЧА й інших. Але його дружина до цього моменту вже померла.

### Популяризація дзюдо в СРСР і створення самбо
У 1914 р., одразу після приїзду в Росію, Ощепков організував у Владивостоці гурток дзюдо, який функціонував за адресою вулиці Корабельна набережна, дом № 21 (нині — спортивний клуб Тихоокеанського флоту), про що в червні 1915 р. з'явилася стаття в столичному журналі «Геркулес». У 1917 р. у Владивостоці відбувся перший в історії широко розрекламований міжнародний матч з дзюдо, де учні Ощепкова змагалися з вихованцями японського вищого комерційного училища міста Отару, які приїхали до Владивостока, подібний міжнародний матч був і в 1915 р..
У 1927 р. в Новосибірську на зборах осередку Тсоавіахіму при штабі Сибірського військового округу Ощепков виступив з розповіддю про дзюдо, після чого негайно було вирішено організувати для співробітників штабу гурток з вивчення прийомів самозахисту. Послугами рідкісного фахівця поспішило скористатися і місцеве товариство «Динамо».
Відразу після переведення в Москву Ощепков відкрив при Центральному будинку Червоної Армії (ЦДКА) двомісячні курси «дзюу-до» (тогочасний напис «дзюдо»). Після перших показових виступів в ЦДКА негайно були створені дві групи з військовослужбовців і працівників Будинку Армії, а також перша в країні жіноча група.
У 1929 р. Ощепков став викладачем Державного центрального інституту фізичної культури (інфізкульт). Робота в Інституті фізкультури дала Ощепкова унікальну можливість познайомитися з системами боротьби народів СРСР, представники яких навчалися у нього на кафедрі та яких він направляв у відрядження в місця поширення національних одноборств. Він проаналізував багнетний бій (фехтування на багнетах), міжнародне спортивне одноборство, включаючи сават, вільну боротьбу, китайське ушу і цілий ряд національних видів боротьби СРСР з точки зору їх застосовності в бойовій сутичці. На основі дзюдо завдяки цьому аналізові Ощепков і створив більш досконалу прикладну боротьбу, яка згодом, уже після смерті Ощепкова, отримала запропоновану В. О. Спиридоновим назву самбо.
У 1930 р. на базі ЦДКА, по лінії спорткомітету СРСР, Ощепков провів спеціальні курси інструкторів, на яких отримали підготовку викладачі фізвиховання з найрізноманітніших регіонів СРСР. Серед них був майбутній голова всесоюзної ради самбо Олександр Рубанчик із м. Ростова-на-Дону, який служив в міліції, і за ініціативою якого Ощепков провів показові виступи в Центральній вищій школі міліції (ЦВШМ), в яких, крім нього самого, взяли участь випускники курсів у повному складі. Демонстрація мала приголомшливий успіх, після чого Ощепков негайно був запрошений для викладання в цьому головному навчальному закладі міліції. Крім обов'язкового курсу рукопашного бою, Ощепков став вести в ЦВШМ клубну роботу, яка тривала і на військовому факультеті Інфізкульту. Програма навчання Ощепкова і клубні заняття в ЦВШМ були ліквідовані в 1934 р. на вимогу В. О. Спиридонова, який заявив, що це суперечить його власній та офіційно затвердженій програмі.
У 1930 р. при безпосередній участі Ощепкова було підготовлено й опубліковано «Керівництво з фізичної підготовки РСЧА», а в 1931 р. — методичний посібник «Фізичні вправи РСЧА», де вперше в СРСР була викладена комплексна програма навчання рукопашному бою. Паралельно з публікацією методичних матеріалів Ощепков провів спеціальні курси для начальницького складу Московського гарнізону, а потім розгорнув роботу в інструкторсько-методичному бюро при Московському гарнізонному комітеті, безпосередньо сам здійснював викладання рукопашного бою в декількох військових частинах, а також взяв участь у змаганнях командного складу Московського гарнізону по багнетному бою, зайнявши там перше місце. У 1931 р. в СРСР був розроблений фізкультурний комплекс «Готовий до праці й оборони СРСР» (ГПО СРСР).
У 1932 р. був заснований комплекс ГПО другого ступеня, в якому, в якості однієї з норм, з'явилися прийоми самозахисту. Розробкою комплексу з 39 прийомів для ГПО-II за дорученням спецкомісії під головуванням С. С. Каменєва займався саме Ощепков. Згідно з підготовленим ним стандартом ГПО володіючі національними одноборствами, греко-римською боротьбою, фехтуванням на шпагах або еспадронах або рубкою шаблями могли демонструвати замість його боротьби ці навички, хоча немає документів, кіноматеріалів і фотографій про застосування цього правила, яке полегшило би фіксацію та засвоєння приймаючими норми ГПО самбістами прийомів національної боротьби народів СРСР. Але законодавчо було закріплено, що тепер кожен випускник будь-якого з чотирьох фізкультурних інститутів або двадцяти чотирьох фізкультурних технікумів СРСР зобов'язаний був, по-перше, здати нормативи саме по дзюудо, а по-друге, бути готовим до його подальшого викладання. Сама по собі ця ідея, мабуть, була Ощепковим запозичена з Японії. У 1932 р. при Інфізкульті був заснований військовий факультет. Викладання рукопашного бою та боротьби в одязі чоловікам і жінкам як на факультеті, так і на організованих при ньому курсах здійснювалося теж Ощепковим.
У 1933 р. були опубліковані затверджені Всесоюзним Радою фізичної культури правила змагань "Бокс. Піднімання штанги. Боротьба. Дзюу-до "(ОГІЗ — "Фізкультура і туризм ", М.-Л., 1933). Правила були розроблені «бригадою в складі: Ощепков, Рубанчик, Денисов, Пустовалов, Непомнящий» і затверджені науково-методичним комітетом рос. ВСФК. За винятком назви «дзюу-до» і терміну «гяку», який навіть не пояснюється, що це больовий прийом, в тих «Правилах» немає жодних згадок про японське національне одноборство. Не лише японці на чолі з Дзігоро Кано, але і Ощепков висловлював заклопотаність тим, що для дзюу-до в Європі й Америці ростуть серйозні конкуренти в вигляді аматорської та професійної американської боротьби вільного стилю, до того ж остання включає в себе «всі прийоми дзюу-до, починаючи з кидків і закінчуючи всіма больовими захватами». Правилами змагань з дзюу-до дозволялося застосовувати будь-які кидки та «прийоми фінсько-французької, вільно-американської, швейцарської та кавказької боротьби», але, незважаючи на це, за боротьбою було закріплено назву «дзюу-до». Ці перші офіційні правила по боротьбі вільного стилю в одязі можна назвати «експериментальними», так як не існувало не тільки методичних посібників з будь-якого стилю вільної боротьби, а й належним чином підготовленого тренерсько-викладацького складу.
У 1933—1934 рр. Ощепков також навчав учнів дворічної школи профспілок імені Шверника. У 1934 р. Ощепков створив свою секцію в щойно побудованому Палаці спорту Авіахіму («Крила Рад»), яку в 1935 р. передає своєму учневі, практиканту з Інфізкульту Харлампієву. Влітку 1937 р. Ощепкову вдалося домогтися відкриття спеціалізації по дзюдо в організованій при Інфізкульті Вищій школі тренерів. Ввів Ощепков і заняття в куртках. У 1932 р. в журналі «Фізкультура і спорт» була опублікована стаття Петрова, яка пояснює, що система дзюу-до Ощепкова включає в себе джиу-джитсу (так називали власне і дзюдо), французький бокс, американську вільну боротьбу, сумо та елементи фехтування. Спиридонов і Ощепков використовували керівництво з рукопашного бою Івана Васильовича Лебедєва, що було опубліковано в царській Росії, де були описані прийоми, зазвичай створені під впливом савата і греко-римської боротьби, в чомусь подібні вільній боротьбі та сумо. У Харлампієва залишився весь архів Ощепкова. Великий вплив на створення самбо мала праця Ніла Ознобишина. Самбо дуже істотно відрізняється від дзюдо кидками із захопленням ніг руками, які були заборонені в Японії пізніше, вже після навчання Ощепкова в Кодокані, але вважалися особливо важливими Ощепковим. Харлампієв заперечував, що в основі самбо та бойового самбо лежали прийоми дзюдо, савата і англійського боксу, хоча сават і англійський бокс він вивчав під керівництвом свого батька — друга Ощепкова, ще до навчання у Ощепкова. Хоча Ощепков вивчав одноборства Росії та Сходу, направляв у відрядження своїх учнів для вивчення національних одноборств і включив їх прийоми в самбо, але тільки Харлампієв стверджував, що одноборства народів СРСР є основою самбо. Про свого вчителя Ощепкова Харлампієв не згадував навіть після його реабілітації не через бажання прославитися як одноосібний творець самбо, а тому, що було зрозумілим вирішальне значення японського дзюдо та здатність самбістів швидко підготуватися до змагань з дзюдо, бо прийомів в національних одноборствах СРСР, насправді, практично не було. Після реабілітації Ощепкова Харлампієв не претендував на роль одноосібного творця самбо, взяту ним на себе після репресій проти дзюдо і самбо, він лише публічно не спередчався з тими, хто приписував йому цю роль. Непублічно він теж пояснював справжню картину тим, хто неправильно приписував йому роль одноосібного творця самбо, навіть на підставі його старих власних робіт.
Ще в липні 1938 р. Харлампієв представив запропоновану ним класифікацію (сам використовував термін «морфологічна систематика») як абсолютно нову й оригінальну, та розповів про те, що одноосібно її створював. Майже одночасно інший учень Ощепкова Галковський також запропонував свою класифікацію так званої «вільної боротьби» (тоді — одна з назв самбо) і теж стверджував, що створив її одноосібно, що відрізнялася від класифікації Харлампієва. При цьому, роблячи заяву про одноосібне створення, Харлампієв не міг не знати про існування класифікації реальної техніки Кодокан дзюдо, що відрізнялося від використовуваної Спиридоновим, з архіву Ощепкова. Знав Харлампієв і про роботу «дзюудо за схемою Інфізкульту», опубліковану Ощепковим у 1934 р. в «Збірнику матеріалів з навчальних дисциплін 1932/1933 н.р.». Хардампієв знав про існування цих класифікацій і широко використовував їх у своїй роботі, що стає очевидним при проведенні порівняльного аналізу. Але дзюдо і система Ощепкова були виключені з програм вишів і технікумів фізкультури в 1937 р.. Згадувати про них Харлампієв і Галковський не могли, бо в цьому випадку запропоновані ними класифікації не могли бути впроваджені в 1938 р., порушення ними авторських прав Ощепкова і Кано було викликано форс-мажорними обставинами політичних репресій кінця 1930-х років.
Ще в 1980 р. Купцов зробив висновок: «Основою для побудови класифікації самбо 1949 р. послужила японська класифікація техніки боротьби дзюдо». При цьому Харлампієв відтворив помилки японської класифікації 1880 р., виправлені Ощепковим, в тому числі, завдяки практичним заняттям через майже 30 років в Кодокані. Японці книгу не виправляли, щоби не підривати авторитет своїх вчителів, звідки вивчав дзюдо по книгам Спиридонов, а реальне дзюдо він не знав. У 1964 р. Харлампієв повернув назви більшості прийомів самбо, введені Ощепковим. Раніше в 1936 р. Харлампієв у своєму виступі на загальномосковських зборах дзюдоїстів 5 вересня 1936 р. казав: «Була проведена велика методична робота, яка полягала в тому, що колектив ПФК (Палацу фізичної культури 1-го заводу Авіахім, пізніше — „Крила Рад“ — розробив велику повну систему дзюудо, що викладав Ощепков; таким чином, у нас на даний час є до 1000 спортивних прийомів». Класифікація техніки боротьби самбо Харлампієва мала в значній мірі регресивний характер, була кроком назад у розвитку теорії та практики класифікування техніки боротьби, свідченням чого є повернення в другій половині 1960-х — першій половині 1970-х рр. в питанні розподілу класу кидків на підкласи ряду провідних фахівців з боротьби самбо, включаючи самого Харлампієва, на позиції досвіду Ощепкова. Будь-яка поширена система боротьби створюється і розвивається великими колективами, й окрім досвіду навчавшихся в Кодокані Ощепкову допомагав досвід багатьох людей, в тому числі, і його учня Харлампієва.

#### Відомі учні
- Школьніков Роман Олександрович,
- Харлампієв Анатолій Аркадійович[ru],
- Будзинський Андрій Олександрович[ru],
- Галковський Микола, Васильєв Іван, Кузовлєв, Сидоров, Жамков, Дашкевич, Ларіонов, Рубанчик, Сагателян та ін.[17][18]

### Арешт і загибель
Після 7 липня 1937 р. розпочатої японсько-китайської війни, яку сприйняли в Кремлі як початок другої світової війни, але результат якої стратегами Кремля прогнозували як швидке приєднання Китаю до Японії з нападом їх об'єднаних сил за допомогою «зрадників», троцькістських елементів «правого крила» й членів їх сімей старше 15 років на СРСР: Почалась істерія НКВС проти членів сімей так званих «зрадників Батьківщини» і правотроцькістських елементів і особливо всіх тих, хто мав відношення до Китаю та Японії. Зокрема, 20 вересня 1937 р. Наркомом внутрішніх справ М. Єжовим був підписаний наказ про харбінців, який оголосив всіх колишніх харбінців (25 тисяч осіб) шпигунами й агентами японської розвідки, за яким у першу чергу підлягали арештові ті, хто працював будь-коли на японських фірмах.
Хоча самі арешти мали проводитися після 1 жовтня 1937 р., вже 29 вересня 1937 р. вийшла постанова ОДПУ на Луб'янці: «Ощепков Василь Сергійович викривається в тому, що, проживаючи в СРСР, займається шпигунством на користь Японії … громадянина Ощепкова залучити в якості обвинуваченого за ст. 58 п. 6. Мірою запобіжного заходу проти способів ухилення ним від слідства й суду обрати утримання під вартою». Але провину його не вважали за ще доведену, бо арешту підлягали би також його дружина та донька. В ніч з 1 на 2 жовтня 1937 р. як колишній харбінець, котрий працював в японських фірмах у галузі кіновиробництва та кінопрокату, і відповідно вказаного рішення Ощепков був заарештований. Формально він був реемігрант, оскільки в 1926 р. вперше отримував радянський паспорт, перебуваючи з 1923 р. підданим Японської імперії (це знадобилося для прикриття при виїзді в розвідку, але в 1937 р. для слідства НКВС це жодного значення не мало). В слідчих справах НКВС друзів Ощепкова Юркевича і Плешакова відсутні згадки про те, що вони були розвідниками. Такою була узаконена практика: відповідно до Кримінально-процесуального кодексу тих років у СРСР, згадка підслідними своєї секретної роботи на користь СРСР прирівнювалася до розголошення державної таємниці та автоматично додавала ще одне звинувачення, що збільшувало тяжкість провини, подовжувало термін позбавлення волі або вело до розстрілу.
Ощепкова не встигли допитати, він тільки би погіршив свої шанси вижити визнанням роботи на радянську розвідку. Працював Ощепков і у власній японській фірмі, а до Жовтневого перевороту 1917 р. був співробітником царської контррозвідки — до створення в 1911 р. окремих органів контррозвідки — жандармом. Крім того, Ощепков був колишнім білим унтер-офіцером, які перебували на особливому негласному обліку. «Зміновіховець», «харбінець», реемігрант, «японський шпигун», колишній жандарм Василь Ощепков був приречений в будь-якому випадку, за допомогою одного з п'яти можливих пунктів звинувачення. Ощепков помер у 46-й камері Бутирської в'язниці 10 жовтня — за офіційною версією влади СРСР: «Від серцевого нападу» і «без використання тортур».
Ув'язнені стояли в камерах, де не вистачало свіжого повітря, куди ще пускали гарячий пар, і від штучно створеної задухи вмирали також абсолютно здорові люди, не лише хворі на стенокардію стокілограмові велетні. Він звертався до лікаря, стенокардію визнали, але в нормальну камеру чи не переповнену камеру його не перевели. Його смерть позбавила його дочку Діну та дружину Ганну Іванівну Казем-Бек («харбінкі») від необхідності відправитися в табір відповідно до пункту 12 наказу «про харбінців». Але Ощепкова не рахували ще викритим «шпигуном», бо інакше б його дружину і дочку заарештували відповідно до п. 12 наказу про «харбінців» одночасно з ним, а житлову площу Ощепкова у сім'ї конфіскували би. На першому ж допиті всім обіцяли зберегти життя, яким загрожувала нестача повітря в камерах, при умові визнання вини, але більшість була розстріляна. Трохим Степанович Юркевич був заарештований за наказом про «харбінців» в кінці березня 1938 р.. 25 березня він «зізнався» на допиті, що в 1929 р. був завербований «агентом японської розвідки» Василем Ощепковим, але через два дні змінив свідчення, врятував цим дружину і дочку Ощепкова, але він був розстріляний на Бутовському полігоні 10 липня 1938 р.. У Російському державному університет фізичної культури, де впроваджувалися східні одноборства, були розстріляні майже всі керівники, включаючи ректора. Ще 8 жовтня, за два дні до смерті Ощепкова, дзюдо було виключено з навчальних планів інституту, а всі викладачі на чолі з Ощепковим відправлені у відпустку з наступним звільненням з 1 листопада 1937 р.. Микола Галковський незабаром повернувся та продовжив підготовку фахівців рукопашного бою. Але в 1937 р. дзюдо і дзюу-до вільного стилю як система, що вийшла з капіталістичної Японії, були виключені з навчальних планів інститутів і технікумів фізкультури, тому учні Ощепкова впровадили її нові назви — замість «дзюудо вільного стилю» Ощепкова — просто «боротьба вільного стилю» і запропоноване Спиридоновим назву «самбо», включили в систему самбо деякі прийоми з книг Спиридонова, а про японське дзюдо і дзюу-до вільного стилю Ощепкова в своїх роботах навіть не згадували.
У 1957 р. він був реабілітований.

### Особисте життя
Ощепков був тричі одружений. З першою дружиною, білоемігранткою з Японії (або Північного Сахаліну) Катериною Журавльовою, він дистанційно розлучився в м. Харбіні в 1924 р., після того як, будучи у відрядженні, закохався в 17-річну землячку з Олександрівська Марію Григорівну, яка жила на той час у м. Харбіні. У 22 роки в м. Новосибірську друга його дружина померла від туберкульозу. У Москві вдівець Ощепков одружився з удовою Ганною Іванівною Казем-бек (до шлюбу Ожешко), виховував її дочку Діну Миколаївну від першого шлюбу. Дуже любив змагання з англійського боксу, в вихідні дні в Москві проводив час з родиною на матчах боксерів.
В останні роки у Ощепкова стали з'являтися проблеми зі здоров'ям. Відпочиваючи на півострові Крим, він ніколи не ходив на пляж, не купався і не засмагав. Учні Ощепкова відзначали, що він ніколи не показувався перед ними оголеним хоча б до пояса. Деякі робили висновок, що він приховував якесь шкірне захворювання — професійні захворювання борців через їх шкірний контакт один з одним, часте ускладнення цих захворювань є ураження серця, погане здоров'я та проблеми з серцем послужили серцевому нападові. Ощепков ввів форму борців в одязі, що включало краги для мінімізації контакту учнів з інструктором та один з одним, не тільки для захисту від переломів пальців. Учень Харлампієва і Ощепкова А. А. Будзинський розповідав, що був на квартирі у вчителя на початку 1937 р. в провулку Медведєва. За його словами, «Василь Сергійович лежав на ліжку і був хворий, його вже мучила хвороба серця, і він не розлучався з нітрогліцерином».

## Вшанування
У 2000-і роки в різних регіонах Росії були організовані клуби та турніри з самбо на згадку В. С. Ощепкова, в тому числі Всеросійський юнацький турнір з бойового самбо пам'яті В. С. Ощепкова. Під час зустрічі ради Азіатсько-Тихоокеанського економічного співробітництва (АТЕС) у Владивостоці у вересні 2012 р. було відкрито пам'ятник майстру боротьби.
У 2013 р. відкрито пам'ятну дошку на малій батьківщині майстра в Олександрівську.
У 2013 р. був знятий російський серіал «Червоні гори», де прототипом головного героя Іллі Рогова став Ощепков.
На честь головного основоположника самбо Василя Ощепкова в 2017 р. названа вулиця в Москві на території житлового комплексу «Москвичка» на Сосенському поселенні Новомосковського адміністративного округу, і на новій вулиці будують спортивний центр «Самбо-70».